# Llau de Cantellet
La llau de Cantellet és un barranc del terme de Conca de Dalt, al Pallars Jussà, dins de l'antic terme d'Hortoneda de la Conca, a l'àmbit del poble d'Hortoneda.
S'origina al vessant nord-est del Planell de Soriguera, des d'on davalla cap al nord-nord-est, de forma paral·lela a la Serra de Cantellet, que queda a llevant, i a les Costes de la Font de l'Aumetlla, que és a ponent. A mitjan recorregut troba la Font de l'Aumetlla, que hi aporta la seva aigua. Just en arribar a l'extrem sud-est de la partida d'Enquinano torç en angle recte cap a l'est-sud-est, i s'aboca en el barranc de la Coma de l'Olla en poc tros més.